# カステルヴェトラーノ
カステルヴェトラーノ（イタリア語: Castelvetrano）は、イタリア共和国シチリア州トラーパニ県にある人口約3万1000人の基礎自治体（コムーネ）。
郊外に、古代都市セリヌスの遺跡がある。

## 名称
日本語文献では「カステルヴェトラノ」と表記されることもある。

## 地理

### 位置・広がり
トラーパニ県南部のコムーネ。

#### 隣接コムーネ
隣接するコムーネは以下の通り。括弧内のAGはアグリジェント県所属を示す。

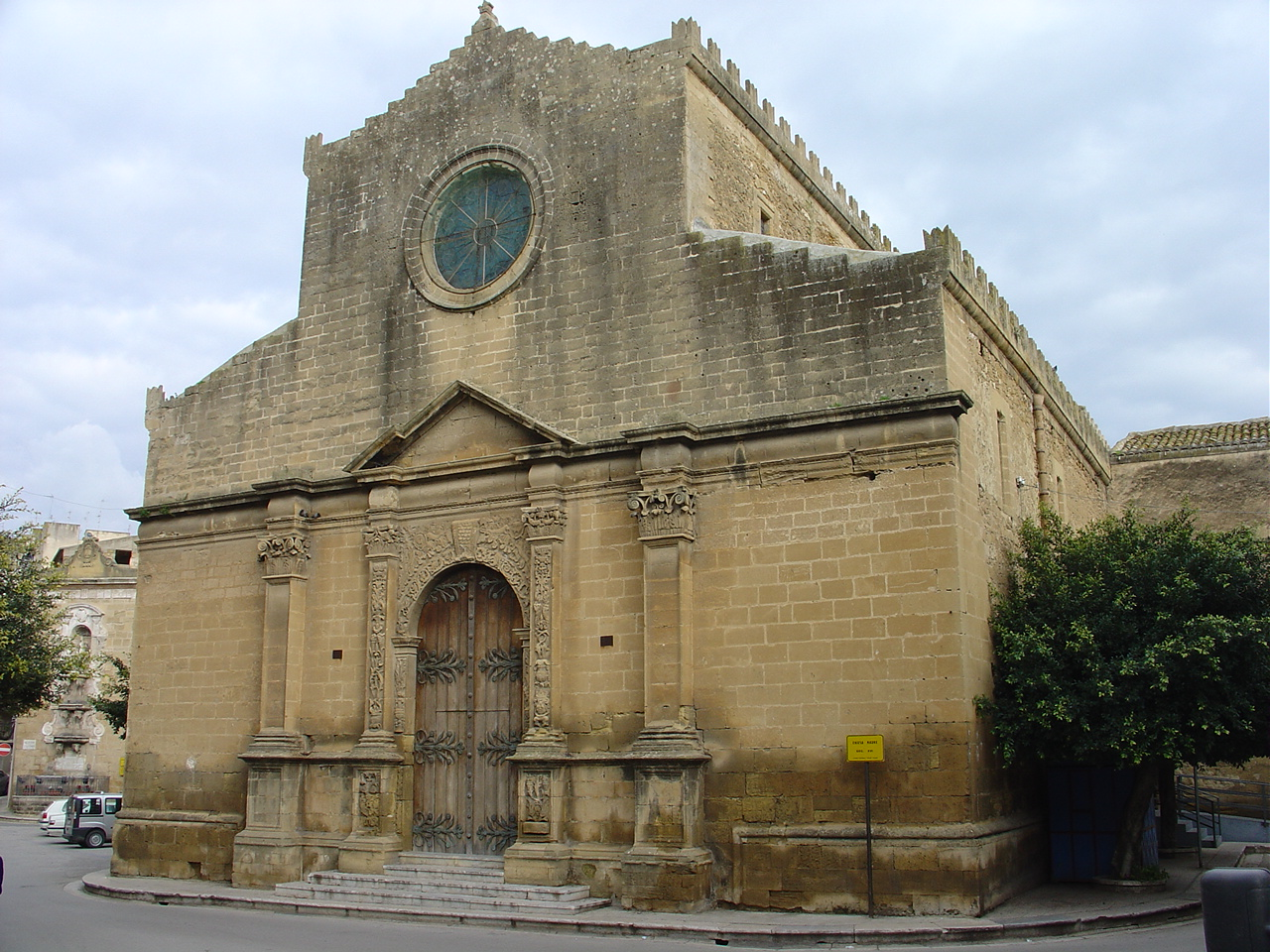
Chiesa madre

- カンポベッロ・ディ・マツァーラ
- マツァーラ・デル・ヴァッロ
- メンフィ (AG)
- モンテヴァーゴ (AG)
- パルタンナ
- サレーミ
- サンタ・ニンファ

## 行政

### 行政区画
カステルヴェトラーノには以下の分離集落（フラツィオーネ）がある。
- Triscina di Selinunte, Marinella di Selinunte

## 人物

### 著名な出身者
- ジョヴァンニ・ジェンティーレ - 哲学者・政治家。